# Erich Herker
Erich Otto Friedrich Herker, född 25 september 1905 i Könnern, död 2 september 1990 i Berlin, var en tysk ishockeyspelare.
Herker blev olympisk bronsmedaljör i ishockey vid vinterspelen 1932 i Lake Placid.